# 45 Dywizja Piechoty (Imperium Rosyjskie)
45 Dywizja Piechoty (ros. 45-я пехотная дивизия) – dywizja piechoty Armii Imperium Rosyjskiego, w tym okresu działań zbrojnych I wojny światowej.

## Charakterystyka
W 1914 wchodziła w skład 16 Korpusu Armijnego. Sztab dywizji stacjonował w Penzie. W tym czasie dywizja etatowo posiadała cztery pułki po cztery bataliony oraz brygadę artylerii polowej z 6 bateriami po 8 dział. Doświadczenie zdobyte podczas walk na frontach I wojny światowej  skutkowało zmianami organizacyjnymi. Zimą z 1916 na 1917 rozpoczęto reorganizację dywizji piechoty. Zredukowano liczbę batalionów z 16 do 12 i zmniejszono liczbę dział polowych na mniej aktywnych odcinkach frontu.

## Struktura organizacyjna
Organizacja w 1914
- 1 Brygada Piechoty (Penza)
  - 177 Izborski pułk piechoty (Penza)
  - 178 Wendeński pułk piechoty (Penza)
- 2 Brygada Piechoty (Syzrań)
  - 179 Ust-Dwiński pułk piechoty (Syzrań)
  - 180 Windawski pułk piechoty (Sarańsk)
- 45 Brygada Artylerii (Penza)